# André Georges Corap
André Georges Corap, francoski general, * 15. januar 1878, Pont-Audemer, Normandija, † 15. avgust 1953.

## Življenjepis
Rodil se je v Pont Audermerju v Normandiji, njegov oče je bil po poklicu krojač. Leta 1898 je diplomiral na École spéciale militaire de Saint-Cyr. Po vpoklicu v vojsko je poveljeval kolonialnim silam v Alžiriji in Maroku. Leta 1905 je bil sprejet v  Collège interarmées de défense. Med 1. svetovno vojno je služil generaloma Fochu in Petainu kot kapitan v Zouavesih. Boril se je v Rifski vojni in ujel vodjo upornikov Abd el Krima. 
Corap je bil povišan v brigadnega generala leta 1929 in leta 1933 prejel čin divizijskega generala. Leta 1935 je bil povišan v generalporočnika, leta 1937 pa je dobil poveljstvo 2. vojaške divizije. Ob izbruhu 2. svetovne vojne je prevzel poveljstvo 9. armade, ki je bila med napadom na Francijo zajeta v Ardenih. S tem dogodkom je bil razrešen s položaja 19. 5. 1940, 1. 7. 1940 pa se je upokojil v rezervo.